# دالان‌جادغاد
دالان‌جادغاد (به زبان مغولی: Даланзадгад сум، [Dalanzadgad sum]؛ ᠳᠠᠯᠠᠨ ᠵᠠᠳᠠᠭᠠᠳ ᠰᠤᠮᠤ، [dalan jadaɣad sumu]) یک شهرستان (سُوم)، شهر، و مرکز استان استان اومنوغوبی کشور مغولستان است. دالان‌جادغاد ۴۷۶ کیلومتر مربع مساحت و ۲۹٬۶۴۵ نفر جمعیت دارد.

## تقسیمات اداری
شهرستان دالان‌جادغاد متشکل از ۱۰ قصبه (باغ) می‌باشد، شامل:
- اویوت (مغولی: Оюут баг، [Ojut bag]؛ ᠣᠶᠤᠲᠤ ᠪᠠᠭ، [oyutu baɣ])
- ایخ‌اُول (مغولی: Их-Уул баг، [Ix-Uul bag]؛ ᠶᠡᠬᠡ ᠠᠭᠤᠯᠠ ᠪᠠᠭ، [yeke aɣula baɣ])
- بارون‌سایخان (مغولی: Баруунсайхан баг، [Baruunsajxan bag]؛ ᠪᠠᠷᠠᠭᠤᠨ ᠰᠠᠶᠢᠬᠠᠨ ᠪᠠᠭ، [baraɣun sayiqan baɣ])
- جون‌سایخان (مغولی: Зүүнсайхан баг، [Züünsajxan bag]؛ ᠵᠡᠭᠦᠨ ᠰᠠᠶᠢᠬᠠᠨ ᠪᠠᠭ، [jegün sayiqan baɣ])
- چاغان‌بلاغ (مغولی: Цагаан булаг баг، [Cagaan bulag bag]؛ ᠴᠠᠭᠠᠨ ᠪᠤᠯᠠᠭ ᠪᠠᠭ، [čaɣan bulaɣ baɣ])
- چاندمانی (مغولی: Чандмань баг، [Čandman' bag]؛ ᠴᠢᠨᠳᠠᠮᠠᠨᠢ ᠪᠠᠭ، [čindamani baɣ])
- خان‌اُول (مغولی: Хан-Уул баг، [Xan-Uul bag]؛ ᠬᠠᠨ ᠠᠭᠤᠯᠠ ᠪᠠᠭ، [qan aɣula baɣ])
- دالان (مغولی: Далан баг، [Dalan bag]؛ ᠳᠠᠯᠠᠨ ᠪᠠᠭ، [dalan baɣ])
- دوندسایخان (مغولی: Дундсайхан баг، [Dundsajxan bag]؛ ᠳᠤᠮᠳᠠ ᠰᠠᠶᠢᠬᠠᠨ ᠪᠠᠭ، [dumda sayiqan baɣ])
- ناچین (مغولی: Начин баг، [Način bag]؛ ᠨᠠᠴᠢᠨ ᠪᠠᠭ، [način baɣ])

## نگارخانه

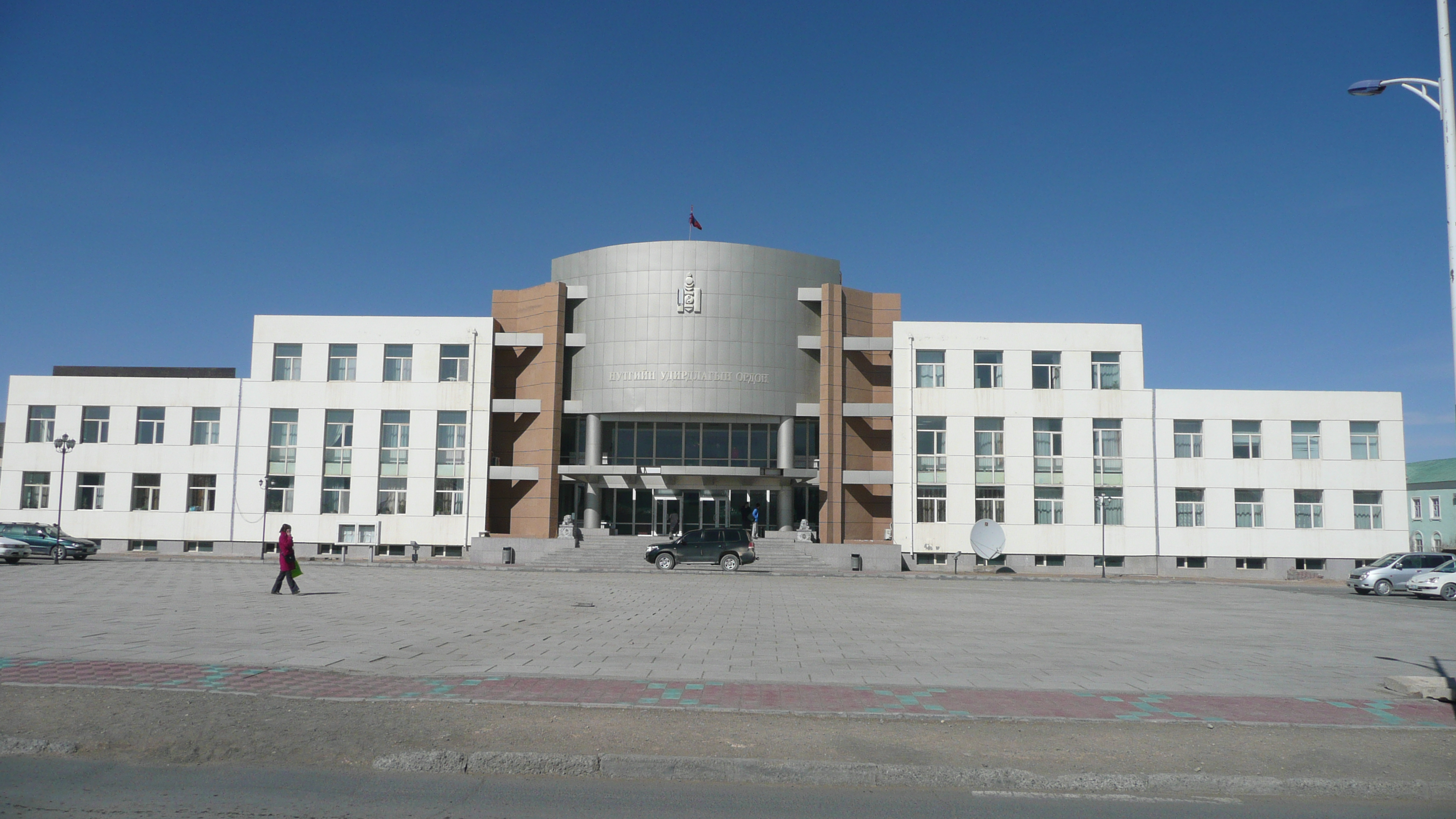
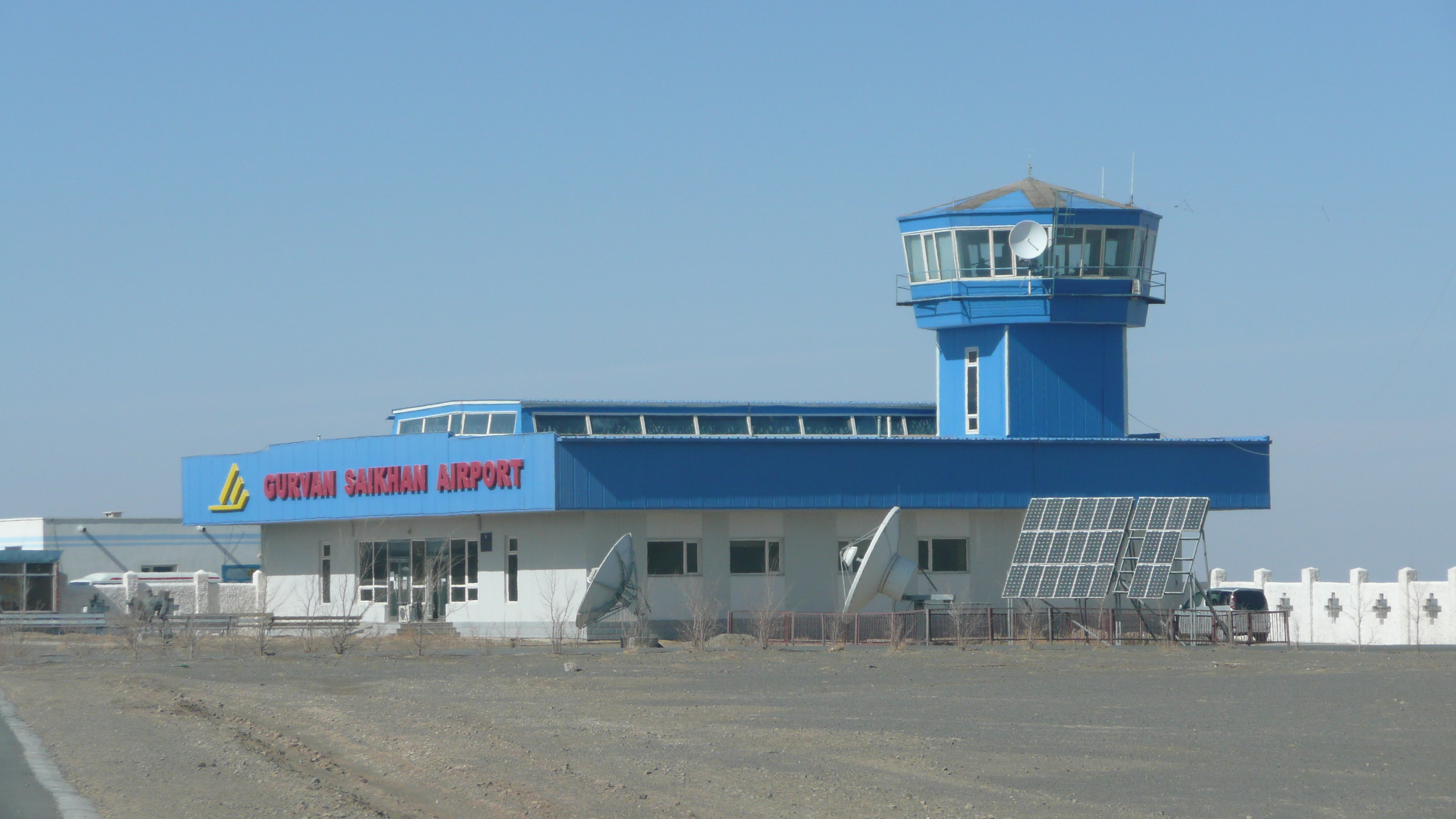
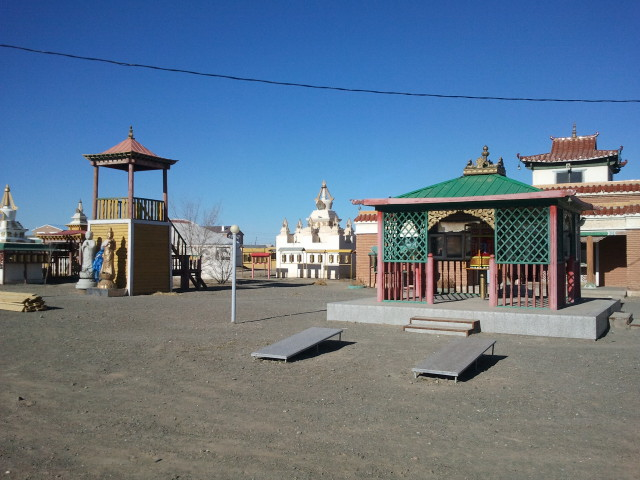
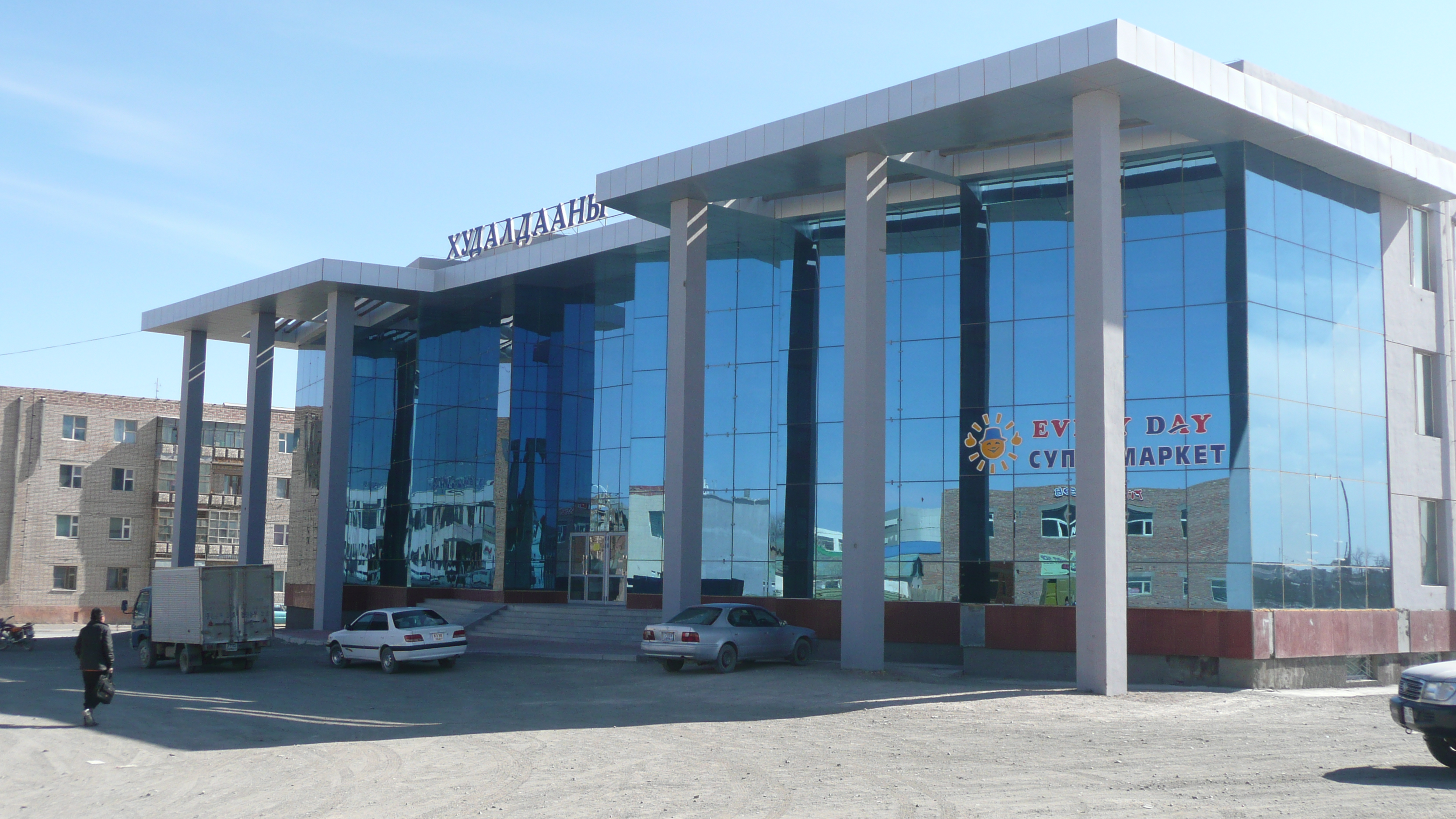
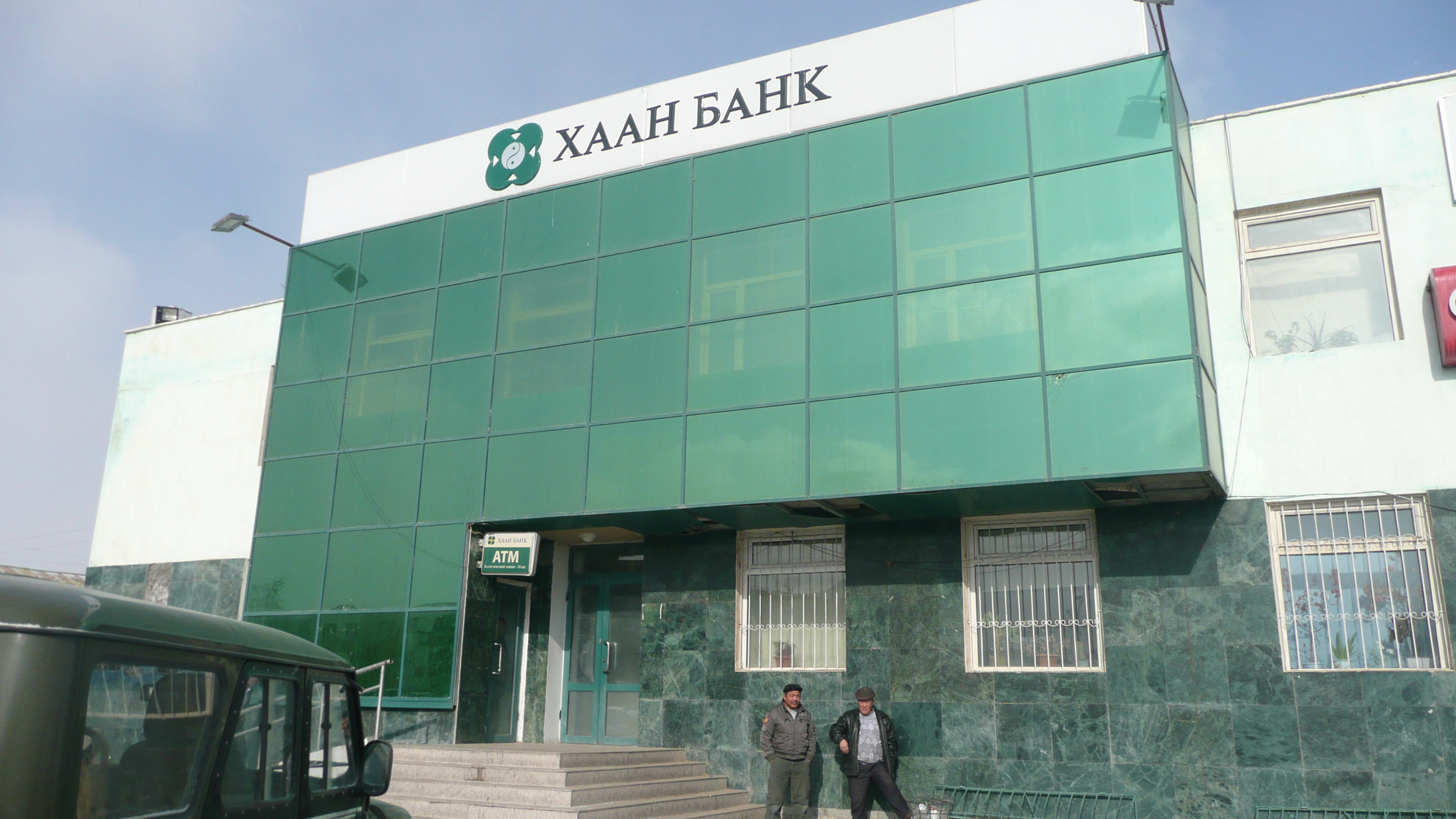
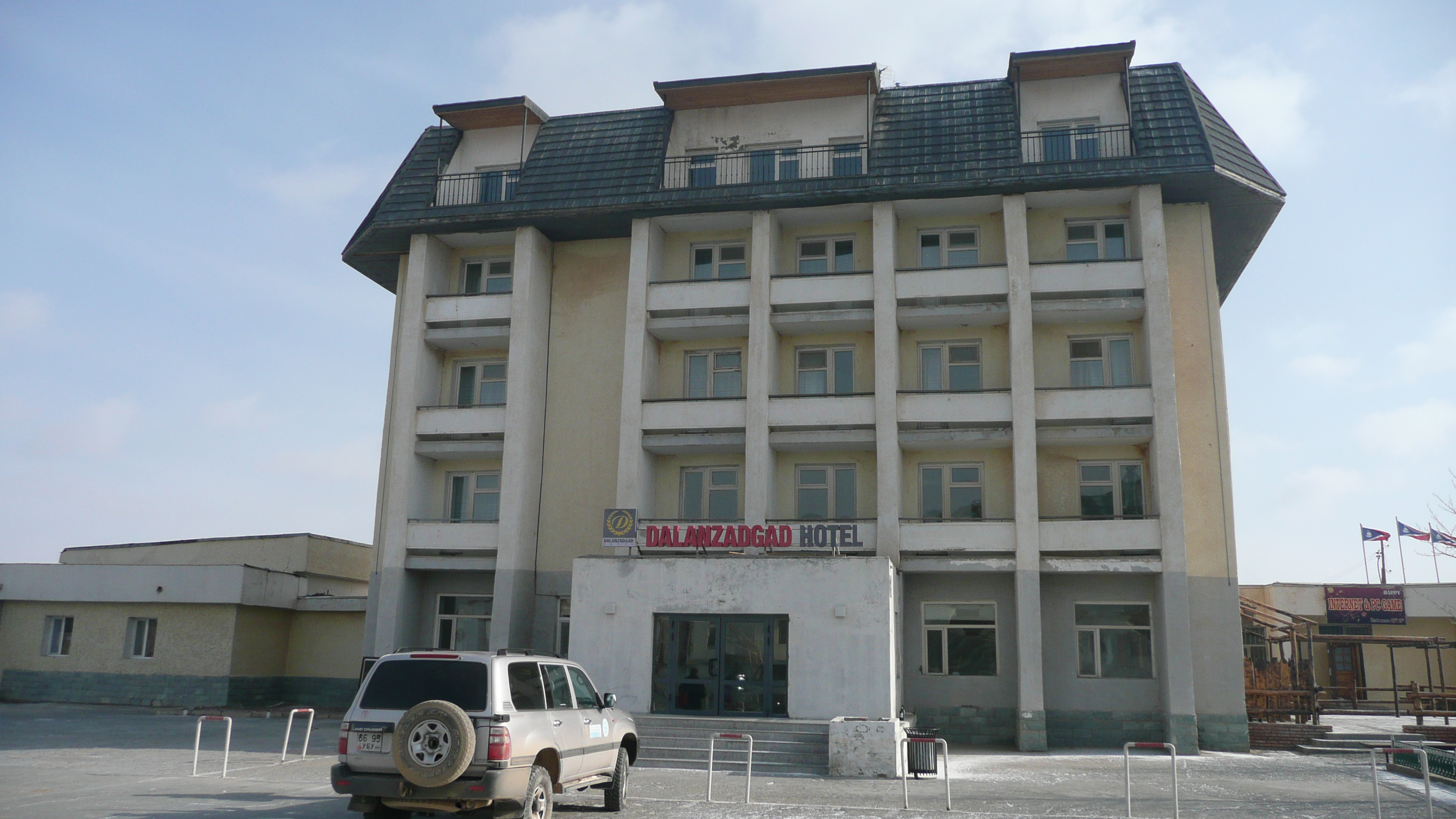
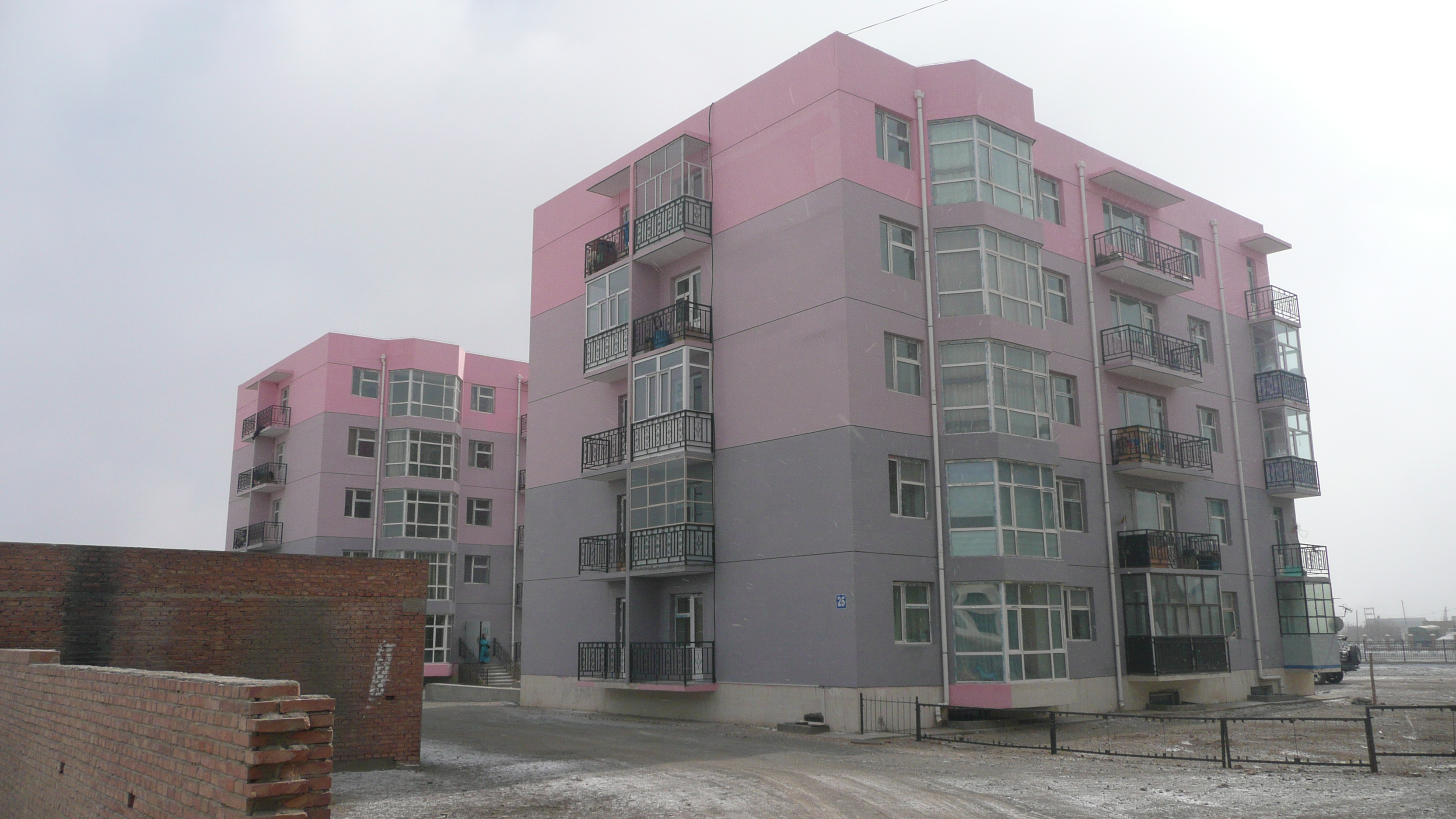
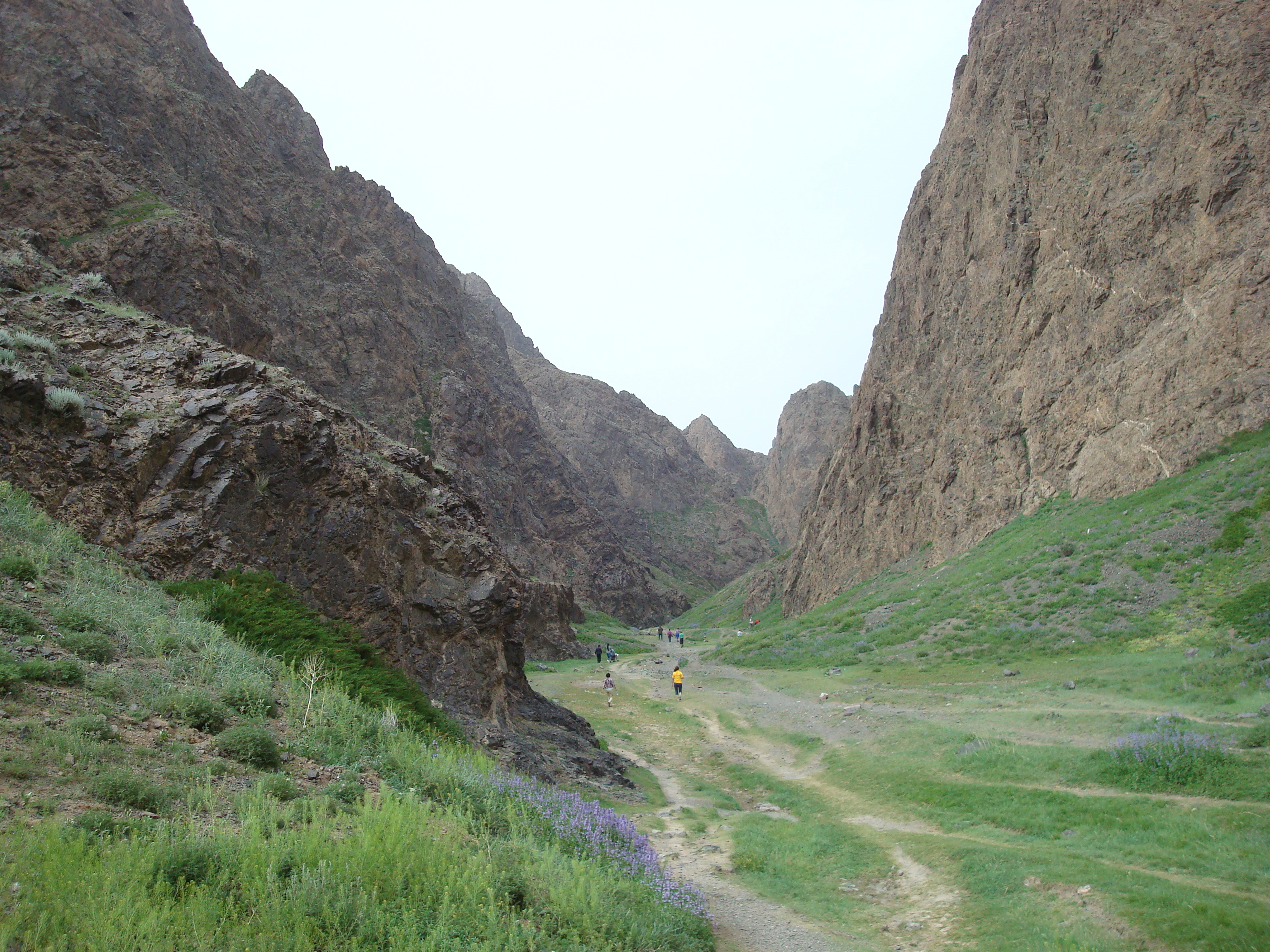
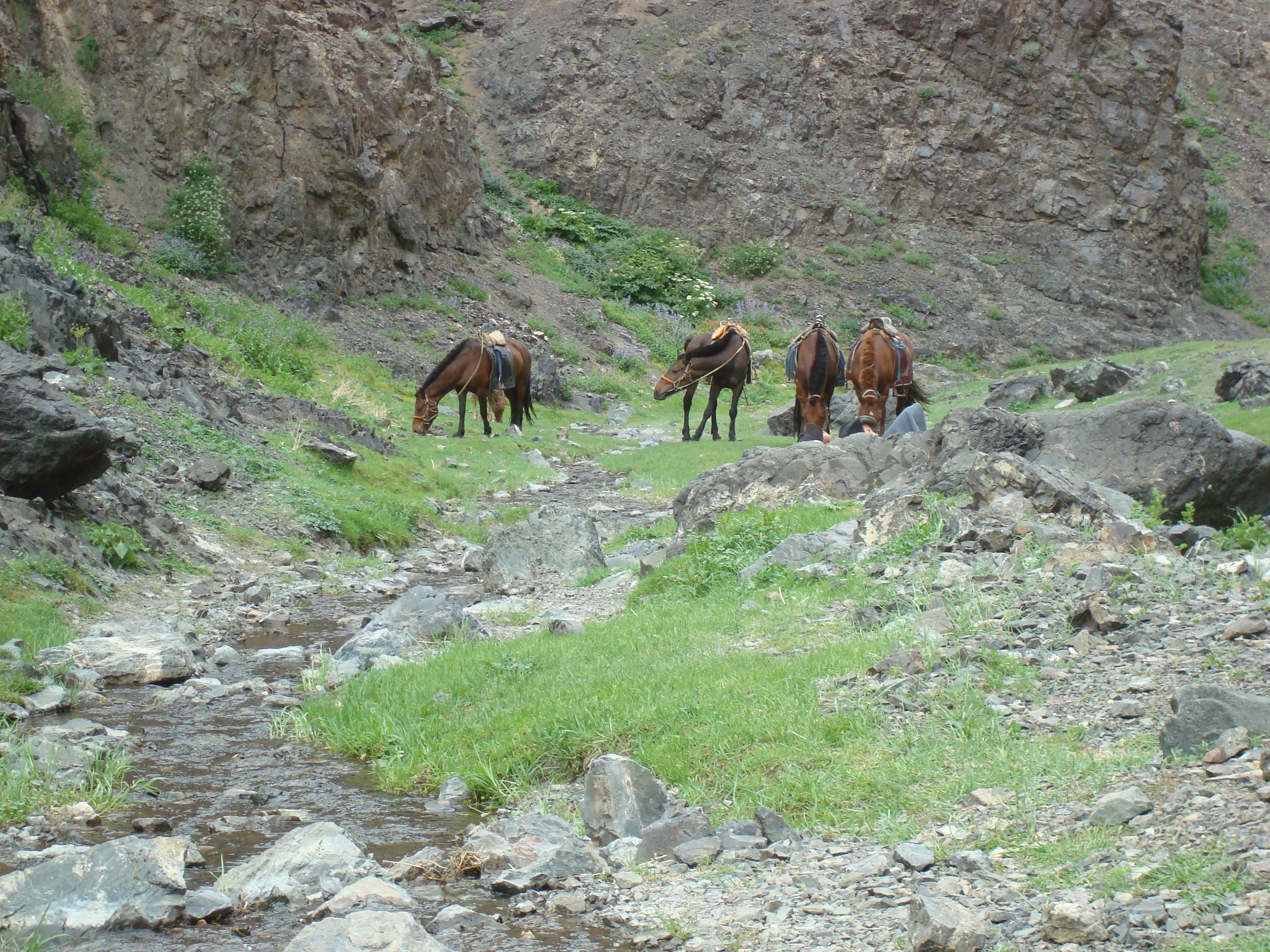
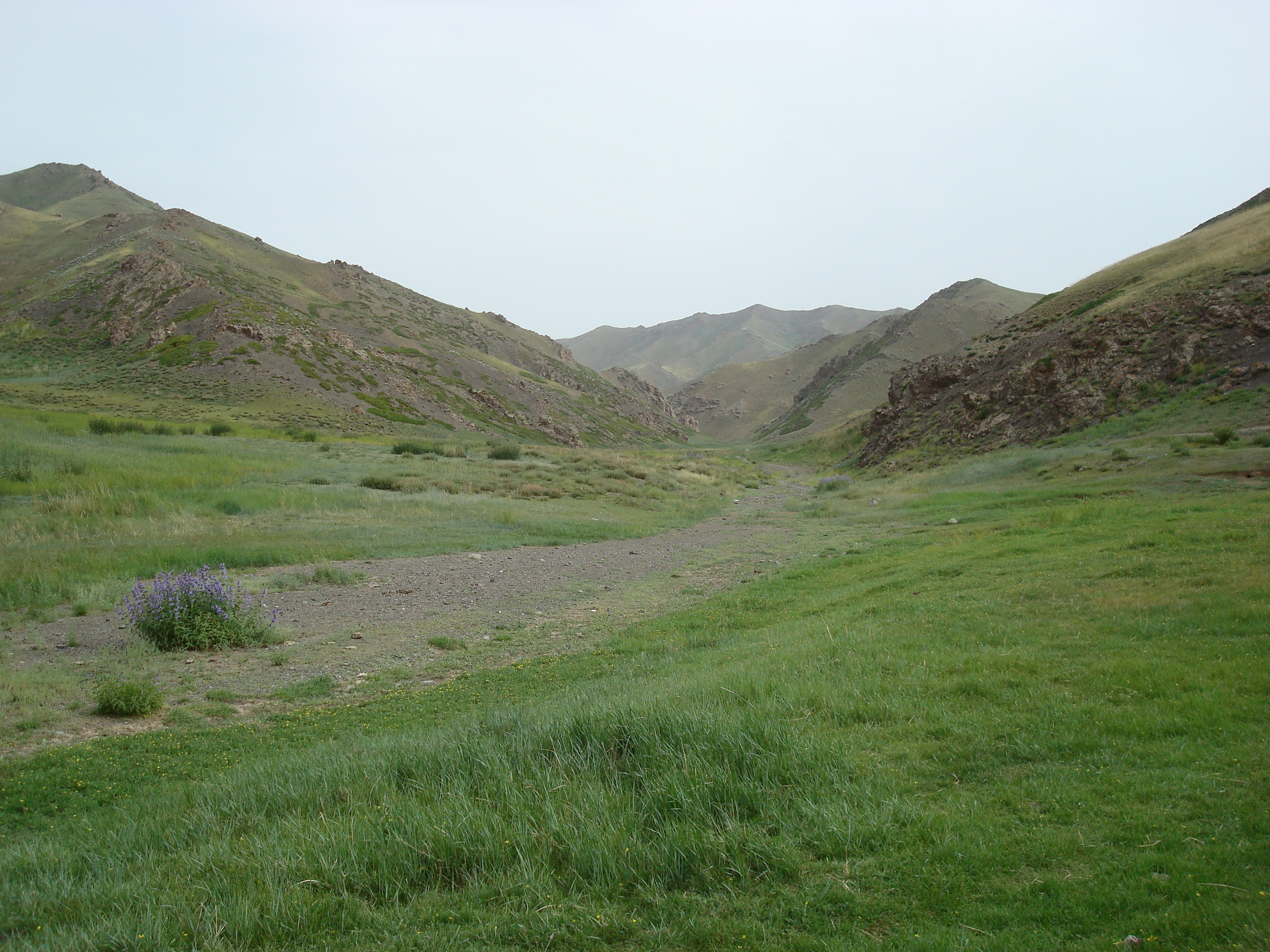
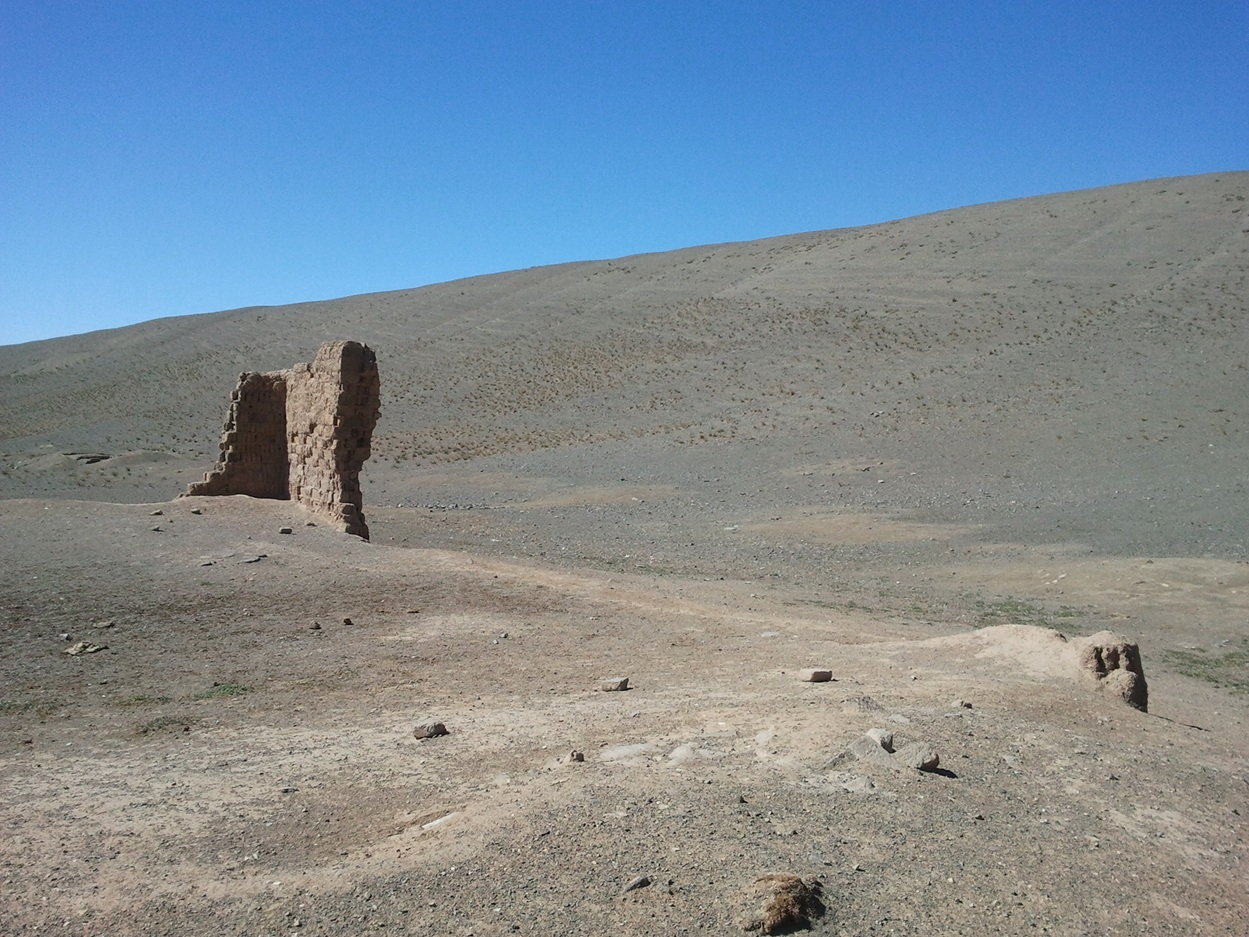
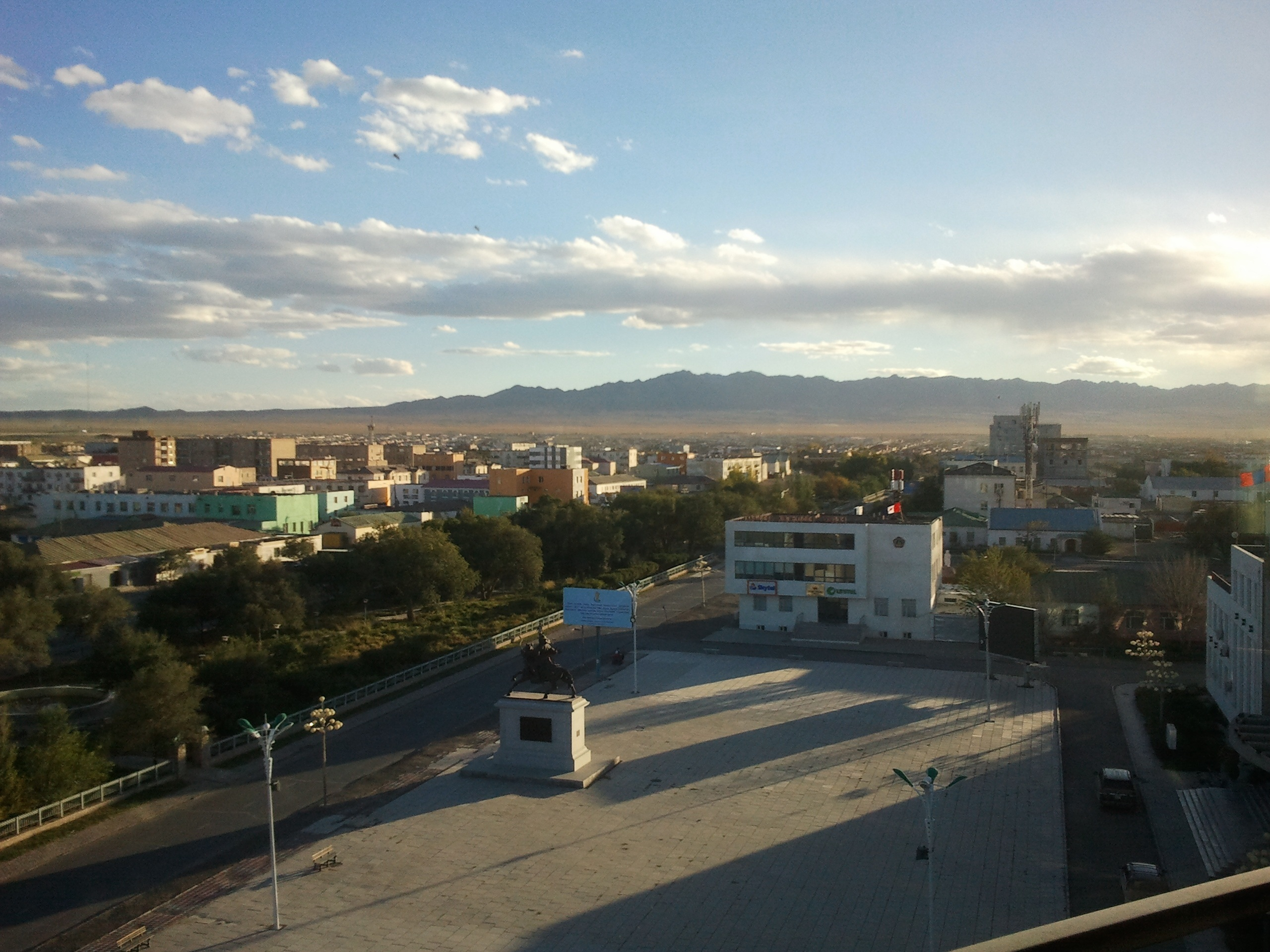
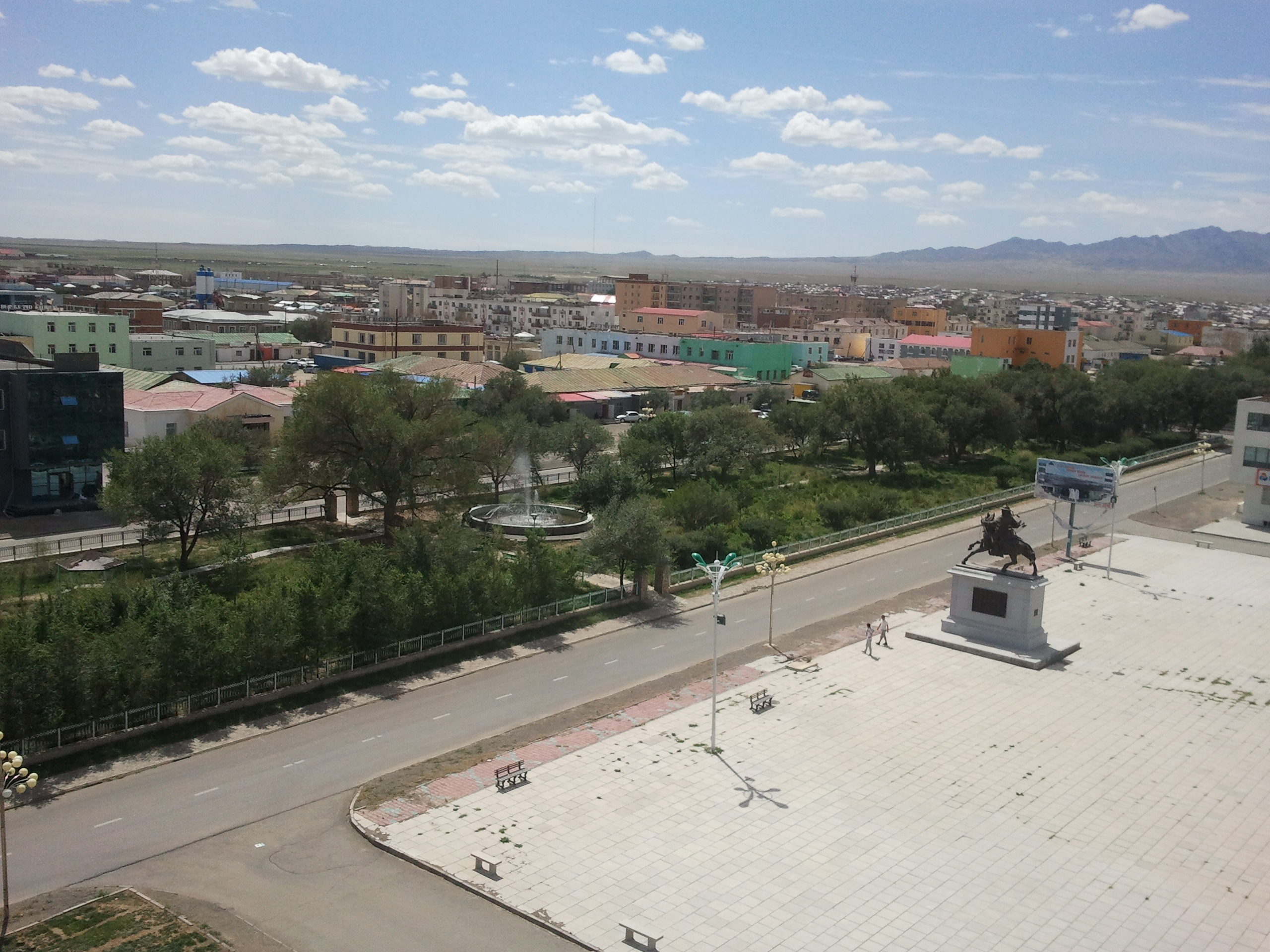